# Waxenberger Forst
Der Waxenberger Forst war ein etwa 26,58 km² großes gemeindefreies Gebiet im Landkreis Regensburg in Bayern.
Es entstand um 1890 als ausmärkisches Gebiet Woerther Forst und wurde 1966 in Waxenberger Forst umbenannt.

## Teilung
Im Zuge der Neugliederung Bayerns wurde der östliche Teil des bislang vollständig im Regierungsbezirk Oberpfalz liegenden Waxenberger Forsts dem Landkreis Straubing-Bogen und damit Niederbayern zugeordnet, weshalb 1972 eine Teilung in Waxenberger Forst–West und Waxenbeger Forst–Ost erfolgte. Die Grenzziehung erfolgte  „entlang des westlichen Ufers des Perlbaches nach Süden (einschließlich der westlich des Perlbaches gelegenen Gebietsteile der Gemeinde Höhenberg) bis zum Eintritt des Großen Perlbaches in das Gemeindegebiet der Stadt Wörth a.d. Donau (Gemeindeteil Zinzendorf)“.
Der Waxenberger Forst–Ost hatte am 1. Januar 1983 eine Fläche von 1152,23 Hektar und wurde zu Jahresende 1985 aufgelöst. Am 1. Januar 1986 kamen 1137 Hektar zur Gemeinde Wiesenfelden und 15 ha zur Gemeinde Kirchroth.
Der Waxenberger Forst–West hatte am 1. Januar 1990 eine Fläche von 1507,90 ha, am 1. Februar 1995 eine Fläche von 1505,39 ha und wurde im Jahr 2000 aufgelöst. Zur Stadt Wörth an der Donau kamen 1257 Hektar und 249 ha zur Gemeinde Rettenbach.